# Partido do Trabalho da Bélgica
O Partido do Trabalho da Bélgica (francês: Parti du Travail de Belgique, PTB; flamengo: Partij van de Arbeid van België, PVDA) é um partido marxista-leninista da Bélgica. É um dos poucos partidos belgas que funciona como uma organização nacional, a maior parte dos outros partidos são ou flamengos ou francófonos.
O PVDA-PTB organiza o Seminário Comunista Internacional, que nos últimos anos tem se tornado uma das principais reuniões mundiais de partidos comunistas.

## História
O Partido do Trabalho da Bélgica tem as suas origens no movimento estudantil do final dos anos 60, sobretudo nos estudantes radicalizados (organizados no sindicato estundatil SVB - Studenten VakBeweging) na Universidade Católica de Louvain. Eles consideravam o Partido Comunista da Bélgica como "revisionista", isto é, muito virado para politicas social-democratas (representadas na Bélgica pelo Partido Socialista). As suas influências eram as ideias do Partido Comunista da China, os movimento de guerrilha na América Latina, o movimento contra a Guerra do Vietname, e o movimento em Leuven-Vlaams, todos considerados como aspetos de uma luta mundia contra a opressão colonial ou neo-colonial e pelos direitos cívis e dos trabalhadores.
O seu apoio e participação numa importante greve nas minas de carvão tornou o movimento num partido político. Fundaram uma publicação, AMADA (Alle Macht Aan De Arbeiders - Todo o Poder aos Trabalhadores), que se tornou o primeiro nome do partido. Em 1979 foi realizado o primeiro congresso, que adotou um programa maoísta e mudou o nome para PVDA-PTB. Ludo Martens tornou-se o primeiro presidente, e manteve-se um importante ideólogo do partido até à sua morte, em 2011.

### Desenvolvimentos recentes
Na sequência de maus resultados nas eleições de 2003, o PTB alterou os seus métodos de trabalho e comunicação. Por um lado, deliberou focar-se nos operários das fábricas e também no trabalho de campo nas localidades onde está implantado; por outro, declarou que iria oficialmente romper que o que chamou de passado sectário para se aproximar das reivindicações concretas dos cidadãos. Tal traduziu-se particularmente no lançamento de propostas viradas para assuntos específicos, como preços mais baixos para os medicamentos, a redução do IVA sobre a energia de 21% para 6%, o aumento das pensões mínimas, maior controlo das rendas ou preços mais baixos para o sacos do lixo.
Na preparação para as eleições de 2007 o jornal Solidaire e o site do partido foram fundidos para chegar a um maior público. A organização do partido foi também aberta a uma gama mais ampla de ativistas.
Em 2008 realizou o seu oitavo congresso na Universidade Livre de Bruxelas. O congresso foi conduzido sobre o tema de "renovação do partido". Foi eleito um novo Comité Central, que por sua vez elegeu um novo Bureau do partido, composto por:
- Raoul Hedebouw - presidente

- David Pestieau - Vice-Presidente

- Peter Mertens - Secretário-Geral

- Tom Demeester - responsável por questões energéticas.

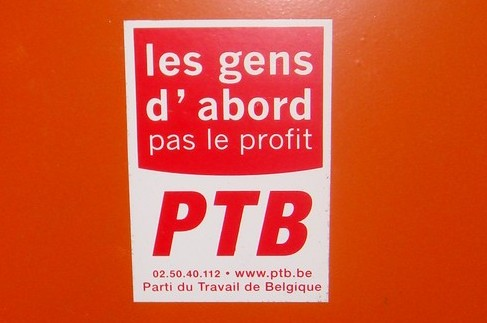
Propagando do PTB em Bruxelas, 2008

Esta viragem parece ter produzido alguns resultados positivos para o partido, como um pequeno aumento no número de militantes e de votos nas eleições. Nas eleições de outubro de 2012, houve mais progressos, com 8% em Antuérpia e eleitos em vários conselhos municiapais (Bruxelas, Liége...). Houve também uma maior cobertura mediática do partido.
Em novembro de 2012 o PTB tinha mais de 5600 membros. A sua publicação semanal "Solidaire" tem entre 3000 e 5000 assinantes. OS COMAC, o seu movimento juvenil, é ativo em todas as universidades da Bélgica e em escolas secundárias espalhadas por todo o país. O PTB é também conhecido pelos seus 11 centros médicos Geneeskunde voor het Volk - Médecine pour le Peuple, que fornecem gratuitamente cuidados primários de saúde, e as duas empresas de apoio jurídico da Rede de Advogados Progressistas.
O PTB, o jornal Solidaire e  Geneeskunde voor het Volk - Médecine pour le Peuple organizam "Manifiesta", um festival anual. A primeira edição foi realizada em Bredene a 25 de setembro de 2010 e juntou 6000 pessoas; a segunda edição juntou 7500 e a terceira 8000 pessoas

## Coligação em 2014
Para as eleições locais, federais e europeias de 25 de maio de 2014, o PTB integrou a lista «PTB-go!», em aliança com a Liga Comunista Revolucionária/Partido Socialista do Trabalhadores (trotskista, alinhada com a Quarta Internacional reunificada) e com o Partido Comunista.

## Resultados eleitorais

### Eleições legislativas

#### Câmara dos Deputados
| Data | CI.  | Votos   | %           | +/- | Deputados | +/-     | Status            |
| ---- | ---- | ------- | ----------- | --- | --------- | ------- | ----------------- |
| 1981 | 14.º | 40 446  | 0,7 / 100,0 |     | 0 / 212   |         | Extra-parlamentar |
| 1985 | 14.º | 46 034  | 0,8 / 100,0 | 0,1 | 0 / 212   | Estável | Extra-parlamentar |
| 1987 | 13.º | 45 218  | 0,7 / 100,0 | 0,1 | 0 / 212   | Estável | Extra-parlamentar |
| 1991 | 14.º | 30 491  | 0,5 / 100,0 | 0,2 | 0 / 212   | Estável | Extra-parlamentar |
| 1995 | 15.º | 20 997  | 0,3 / 100,0 | 0,2 | 0 / 150   | Estável | Extra-parlamentar |
| 1999 | 13.º | 30 930  | 0,5 / 100,0 | 0,2 | 0 / 150   | Estável | Extra-parlamentar |
| 2003 | 13.º | 20 825  | 0,2 / 100,0 | 0,3 | 0 / 150   | Estável | Extra-parlamentar |
| 2007 | 12.º | 56 167  | 0,8 / 100,0 | 0,6 | 0 / 150   | Estável | Extra-parlamentar |
| 2010 | 13.º | 101 088 | 1,6 / 100,0 | 0,8 | 0 / 150   | Estável | Extra-parlamentar |
| 2014 | 9.º  | 251 289 | 3,7 / 100,0 | 2,1 | 2 / 150   | 2       | Oposição          |
| 2019 | 5.º  | 584 621 | 8,6 / 100,0 | 4,9 | 12 / 150  | 10      |                   |

#### Senado
| Data | CI.  | Votos   | %           | +/-     | Deputados | +/-     |
| ---- | ---- | ------- | ----------- | ------- | --------- | ------- |
| 1981 | 14.º | 49 577  | 0,8 / 100,0 |         | 0 / 106   |         |
| 1985 | 14.º | 44 799  | 0,8 / 100,0 | Estável | 0 / 106   | Estável |
| 1987 | 13.º | 43 386  | 0,7 / 100,0 | 0,1     | 0 / 105   | Estável |
| 1991 | 14.º | 31 754  | 0,5 / 100,0 | 0,2     | 0 / 70    | Estável |
| 1995 | 15.º | 21 607  | 0,4 / 100,0 | 0,1     | 0 / 40    | Estável |
| 1999 | 13.º | 35 493  | 0,6 / 100,0 | 0,2     | 0 / 40    | Estável |
| 2003 | 13.º | 18 699  | 0,1 / 100,0 | 0,5     | 0 / 40    | Estável |
| 2007 | 12.º | 54 807  | 0,8 / 100,0 | 0,7     | 0 / 40    | Estável |
| 2010 | 12.º | 105 060 | 1,6 / 100,0 | 0,8     | 0 / 40    | Estável |

### Eleições regionais

#### Bruxelas

##### Comunidade Francesa
| Data     | CI.  | Votos  | %            | +/- | Deputados | +/-     | Status            |
| -------- | ---- | ------ | ------------ | --- | --------- | ------- | ----------------- |
| 1989     | 17.º | 1 283  | 0,3 / 100,0  |     | 0 / 75    | Estável | Extra-parlamentar |
| 1995     | 14.º | 2 052  | 0,5 / 100,0  | 0,2 | 0 / 75    | Estável | Extra-parlamentar |
| 1999     | 14.º | 1 760  | 0,4 / 100,0  | 0,1 | 0 / 75    | Estável | Extra-parlamentar |
| Distrito |      |        |              |     |           |         |                   |
| 2004     | 10.º | 2 221  | 0,6 / 100,0  |     | 0 / 72    | Estável | Extra-parlamentar |
| 2009     | 9.º  | 3 427  | 0,8 / 100,0  | 0,2 | 0 / 72    | Estável | Extra-parlamentar |
| 2014     | 6.º  | 15 782 | 3,9 / 100,0  | 3,1 | 4 / 72    | 4       | Oposição          |
| 2019     | 5.º  | 52 297 | 13,5 / 100,0 | 9,6 | 10 / 72   | 6       |                   |

##### Comunidade Flamenga
| Data     | CI.           | Votos         | %             | +/-           | Deputados     | +/-           | Status            |
| -------- | ------------- | ------------- | ------------- | ------------- | ------------- | ------------- | ----------------- |
| 1989     | 20.º          | 519           | 0,1 / 100,0   |               | 0 / 75        | Estável       | Extra-parlamentar |
| 1995     | Não concorreu | Não concorreu | Não concorreu | Não concorreu | Não concorreu | Não concorreu | Não concorreu     |
| 1999     | Não concorreu | Não concorreu | Não concorreu | Não concorreu | Não concorreu | Não concorreu | Não concorreu     |
| Distrito |               |               |               |               |               |               |                   |
| 2004     | Não concorreu | Não concorreu | Não concorreu | Não concorreu | Não concorreu | Não concorreu | Não concorreu     |
| 2009     | 9.º           | 611           | 1,2 / 100,0   |               | 0 / 17        | Estável       | Extra-parlamentar |
| 2014     | Não concorreu | Não concorreu | Não concorreu | Não concorreu | Não concorreu | Não concorreu | Não concorreu     |
| 2019     | 9.º           | 2 992         | 4,3 / 100,0   |               | 1 / 17        |               |                   |

#### Flandres
| Data | CI.  | Votos   | %           | +/-     | Deputados | +/-     | Status            |
| ---- | ---- | ------- | ----------- | ------- | --------- | ------- | ----------------- |
| 1995 | 11.º | 21 785  | 0,6 / 100,0 |         | 0 / 124   | Estável | Extra-parlamentar |
| 1999 | 9.º  | 24 162  | 0,6 / 100,0 | Estável | 0 / 124   | Estável | Extra-parlamentar |
| 2004 | 7.º  | 22 874  | 0,6 / 100,0 | Estável | 0 / 124   | Estável | Extra-parlamentar |
| 2009 | 10.º | 42 849  | 1,0 / 100,0 | 0,4     | 0 / 124   | Estável | Extra-parlamentar |
| 2014 | 7.º  | 106 114 | 2,5 / 100,0 | 1,1     | 0 / 124   | Estável | Extra-parlamentar |
| 2019 | 7.º  | 225 593 | 5,3 / 100,0 | 2,8     | 4 / 124   | 4       |                   |

#### Valónia
| Data | CI.  | Votos   | %            | +/- | Deputados | +/-     | Status            |
| ---- | ---- | ------- | ------------ | --- | --------- | ------- | ----------------- |
| 1995 | 7.º  | 12 726  | 0,7 / 100,0  |     | 0 / 75    | Estável | Extra-parlamentar |
| 1999 | 10.º | 9 408   | 0,5 / 100,0  | 0,2 | 0 / 75    | Estável | Extra-parlamentar |
| 2004 | 9.º  | 12 216  | 0,6 / 100,0  | 0,1 | 0 / 75    | Estável | Extra-parlamentar |
| 2009 | 7.º  | 24 875  | 1,2 / 100,0  | 0,6 | 0 / 75    | Estável | Extra-parlamentar |
| 2014 | 5.º  | 117 228 | 5,8 / 100,0  | 4,6 | 2 / 75    | 2       | Oposição          |
| 2019 | 4.º  | 278 343 | 13,7 / 100,0 | 7,9 | 10 / 75   | 8       |                   |

### Eleições europeias

#### Colégio Francês
| Data | CI.           | Votos         | %             | +/-           | Deputados     | +/-           |
| ---- | ------------- | ------------- | ------------- | ------------- | ------------- | ------------- |
| 1984 | 8.º           | 13 082        | 0,6 / 100,0   |               | 0 / 11        |               |
| 1989 | 7.º           | 9 031         | 0,4 / 100,0   | 0,2           | 0 / 11        | Estável       |
| 1994 | 8.º           | 17 454        | 0,8 / 100,0   | 0,4           | 0 / 10        | Estável       |
| 1999 | Não concorreu | Não concorreu | Não concorreu | Não concorreu | Não concorreu | Não concorreu |
| 2004 | 9.º           | 19 645        | 0,8 / 100,0   |               | 0 / 9         | Estável       |
| 2009 | 6.º           | 28 483        | 1,2 / 100,0   | 0,4           | 0 / 8         | Estável       |
| 2014 | 5.º           | 133 472       | 5,5 / 100,0   | 4,3           | 0 / 8         | Estável       |
| 2019 | 4.º           | 355 883       | 14,6 / 100,0  | 9,1           | 1 / 8         | 1             |

#### Colégio Flamengo
| Data | CI. | Votos   | %           | +/-     | Deputados | +/-     |
| ---- | --- | ------- | ----------- | ------- | --------- | ------- |
| 1984 | 7.º | 30 555  | 0,9 / 100,0 |         | 0 / 13    |         |
| 1989 | 8.º | 20 747  | 0,6 / 100,0 | 0,3     | 0 / 13    | Estável |
| 1994 | 8.º | 41 816  | 1,1 / 100,0 | 0,5     | 0 / 14    | Estável |
| 1999 | 7.º | 21 966  | 0,6 / 100,0 | 0,5     | 0 / 14    | Estável |
| 2004 | 6.º | 24 807  | 0,6 / 100,0 | Estável | 0 / 14    | Estável |
| 2009 | 8.º | 40 057  | 1,0 / 100,0 | 0,4     | 0 / 13    | Estável |
| 2014 | 7.º | 101 246 | 2,4 / 100,0 | 1,4     | 0 / 12    | Estável |
| 2019 | 7.º | 210 391 | 5,0 / 100,0 | 3,6     | 0 / 12    | Estável |